# 미국 서남중부
미국 서남중부(West South Central States)는 미국 남서부에서도 중앙에 있는 주를 가리키는 말이다. 아칸소주, 루이지애나주, 오클라호마주, 텍사스주를 포함한다.